# Droga wojewódzka 489
Die Droga wojewódzka 489 (DW 489) ist eine Droga wojewódzka (Woiwodschaftsstraße) in der polnischen Woiwodschaft Opole, die die Droga krajowa 46 in Głębinów mit der Droga krajowa 41 in Niwnica verbindet. Die Strecke liegt im Powiat Nyski.